# Metzgeria sparrei
Metzgeria sparrei là một loài Rêu trong họ Metzgeriaceae. Loài này được Kuwah. mô tả khoa học đầu tiên năm 1980.